# International Telecommunication Union, ITU Radiocommunication Sector
ITU-R eller International Telecommunication Union, ITU Radiocommunication Sector er et radiokommunikations standardiseringsorgan. Det er tidligere kendt som CCIR - kort for Comité consultatif international pour la radio, Consultative Committee on International Radio eller International Radio Consultative Committee.